# Goran Ristić
Goran Ristić (serbisch-kyrillisch Горан Ристић; * 28. Dezember 1974 in Novi Sad, SFR Jugoslawien) ist ein ehemaliger serbischer Eishockeyspieler, der den Großteil seiner Karriere für Vereine seiner Heimatstadt Novi Sad in der serbischen Eishockeyliga spielte.

## Karriere
Goran Ristić begann seine Karriere beim HK Vojvodina Novi Sad aus seiner Geburtsstadt. Mit den Klub wurde er 2002 jugoslawischer und 2003 und 2004 serbisch-montenegrinischer Meister. Nach dem dritten Titel unterbrach er seine Karriere für ein Jahr und schloss sich dann dem Lokalkonkurrenten HK Novi Sad an, mit dem er 2008 serbischer Vizemeister wurde. Nachdem der HK Novi Sad 2009 den Spielbetrieb einstellte, kehrte er für ein Jahr zum HK Vojvodina zurück. 2010 wechselte er zum HK Partizan Belgrad in die serbische Hauptstadt, wo er 2011 seine Karriere mit dem Gewinn der Slohokej Liga beendete.

### International
Für Jugoslawien nahm Ristić an der U18-B-Europameisterschaft 1992 teil.
Im Herrenbereich debütierte Ristić bei der C-Weltmeisterschaft 1995 für die jugoslawische Auswahl. Nach dem dort erlittenen Abstieg spielte er 1996 und 1997 in der D-Gruppe und dann 1998 und 2000 wieder in der C-Gruppe. Nach der Umstellung auf das heutige Divisionensystem nahm er mit Jugoslawien bei den Weltmeisterschaften 2001 und 2002 in der Division II teil. Anschließend war er für die serbisch-montenegrinische Mannschaft aktiv und spielte mit ihr 2003, 2004 und 2006 ebenfalls in der Division II. Nach der Abspaltung Montenegros gehörte er bei den Weltmeisterschaften 2009 und 2011 in der Division II zur serbischen Mannschaft. Nachdem den Serben 2009 beim Heimturnier in Novi Sad erstmals der Aufstieg gelungen war, spielte Ristić mit seiner Mannschaft 2010 in der Division I, musste aber den sofortigen Wiederabstieg hinnehmen. Im November 2008 nahm er mit Serbien am Qualifikationsturnier für die Olympischen Winterspiele in Vancouver 2010 teil.

## Erfolge und Auszeichnungen
- 1997 Aufstieg in die C-Gruppe bei der D-Weltmeisterschaft
- 2002 Jugoslawischer Meister mit dem HK Vojvodina Novi Sad
- 2003 Serbisch-montenegrinischer Meister mit dem HK Vojvodina Novi Sad
- 2004 Serbisch-montenegrinischer Meister mit dem HK Vojvodina Novi Sad
- 2009 Aufstieg in die Division I bei der Weltmeisterschaft, Division II
- 2011 Gewinn der Slohokej Liga mit dem HK Partizan Belgrad

## Slohokej Liga-Statistik
(Stand: Ende der Saison 2010/11)